# Colobostomoides longepubens
Colobostomoides longepubens là một loài bọ cánh cứng thuộc họ Oedemeridae. Loài này được miêu tả khoa học đầu tiên năm 1983 bởi Švihla.